# Quantendraht
Der Begriff Quantendraht (engl. quantum wire) beschreibt eine räumliche Potentialstruktur, bei der die Bewegungsfreiheit von Ladungsträgern auf eine Dimension eingeschränkt wird. Für real existierende Quantendrähte wird gefordert, dass die typischen Singularitäten der eindimensionalen elektronischen Zustandsdichte nachweisbar sind. Solche Quantendrähte erlauben das experimentelle Studium des eindimensionalen Elektronengases.
Quantendrähte werden wie Quantentöpfe und Quantenpunkte zu den Quantenstrukturen gezählt. 

## Kristalline Quantendrähte
Quantendrähte auf kristalliner Basis können nur hergestellt werden, wenn die De-Broglie-Wellenlänge der Ladungsträger im betrachteten Material deutlich oberhalb atomarer Dimensionen liegt. Bei Raumtemperatur ist diese Bedingung für Metalle nicht erfüllt. Im Gegensatz dazu liegt die De-Broglie-Wellenlänge für Elektronen bei vielen Halbleiter-Materialien im Bereich einiger Nanometer.
Bei kristallinen Quantendrähten werden weiterhin diffusive und ballistische Quantendrähte unterschieden.
- In diffusiven Quantendrähten ist die mittlere freie Weglänge der Elektronen kleiner als die Länge des Quantendrahtes. Der Quantendraht hat viele Gitterfehler, und es kommt zu vielen Streuprozessen der Elektronen an den Störstellen. Die Elektronenbewegung in einem solchen System kann mittels der Boltzmann-Gleichung beschrieben werden.[1]
- In ballistischen Quantendrähten ist die mittlere freie Weglänge der Elektronen größer als die Länge des Quantendrahtes. Der Quantendraht hat wenig Gitterfehler, und es kommt folglich zu wenigen Streuprozessen. Hat ein Quantendraht keine Gitterfehler, so ist sein intrinsischer Widerstand gleich Null. Jedoch ist bei ballistischen Quantendrähten sehr wohl ein elektrischer Widerstand messbar. Dieser Widerstand ist allerdings auf einen Kontaktwiderstand zurückzuführen, der erstmals von Rafael de Picciotto experimentell nachgewiesen wurde.

## Herstellung in Halbleiter-Heterostrukturen
Die Vorgehensweise ist kompliziert im Vergleich zur Herstellung von Quantentöpfen, die durch epitaktisches Wachstum auf einem hinreichend glatten Halbleitersubstrat erzeugt werden können. 
Typischerweise wird eine dünne Schicht mit einer Verdickung entlang einer Linie in ein Material größerer Bandlücke eingebettet. Aufgrund ihrer räumlichen Ausdehnung im Festkörper erfahren die Ladungsträger innerhalb der Verdickung ein niedrigeres Potenzial als im anliegenden dünneren Quantentopf und sind damit lokalisiert.
Zur Herstellung wurden in der Vergangenheit z. B. die folgenden Methoden angewendet:
- Überwachsen von Spaltflächen (engl. cleaved edged overgrowth): Hierbei wird zuerst ein Quantentopf durch epitaktisches Wachstum einer Doppel-Heterostruktur hergestellt. Das Material wird dann parallel zur Wachstumsrichtung gespalten, und die Spaltfläche wird mit einem zweiten Quantentopf überwachsen. Die Schnittlinie der senkrecht zueinander stehenden Quantentöpfe bildet den Quantendraht.

- Wachstum auf fehlgeneigten Oberflächen (engl. growth on vicinal substrates): Es wird ein fehlgeneigtes Halbleitersubstrat verwendet, auf dessen Oberfläche sich regelmäßige Stufen von der Höhe einiger Atomlagen ausgebildet haben. Wird nun eine Doppelheterostruktur auf das Substrat aufgewachsen, bilden sich Quantendrähte entlang der Stufen.

- Wachstum auf nicht-ebenen Substraten (engl. growth on non-planar substrates): Es wird ein Halbleitersubstrat verwendet, in dessen Oberfläche V-förmige Gräben mit Hilfe lithographischer Verfahren geätzt wurden. Diese können bis zu mehrere Mikrometer breit sein. Beim darauffolgenden Aufwachsen einer Doppelheterostruktur mittels MOVPE bildet sich am Boden des V-Grabens auf Grund der Kapillarität ein Quantendraht halbmondförmigen Querschnitts.